# Subilla artemis
Subilla artemis is een kameelhalsvliegensoort uit de familie van de Raphidiidae. De soort komt voor in Griekenland.
Subilla artemis werd voor het eerst wetenschappelijk beschreven door H. Aspöck & U. Aspöck in 1971.